# Gustaw Herling-Grudziński
Gustaw Herling-Grudziński (Kielce, 20 de mayo de 1919-Nápoles, 4 de julio de 2000) fue un escritor, ensayista, periodista, crítico literario  , combatiente clandestino de la Segunda Guerra Mundial y disidente político polaco en el extranjero durante el período de dominio soviético y comunista. Es conocido principalmente por escribir un relato personal sobre la vida en el Gulag soviético titulado Un mundo aparte , publicado por primera vez en 1951 en Londres.

## Biografía
Gustaw Herling-Grudziński nació en Kielce en el seno de una familia de comerciantes judeopolacos, compuesta por Jakub (Josek) Herling-Grudziński y su esposa Dorota (de soltera Bryczkowska).  Su madre falleció en 1932 de fiebre tifoidea. Sus estudios de literatura polaca en la Universidad de Varsovia se vieron interrumpidos por la invasión de Polonia al estallar la Segunda Guerra Mundial.
El 15 de octubre de 1939, bajo la brutal ocupación de Polonia por la Alemania nazi y la Unión Soviética, Herling-Grudziński cofundó una de las primeras organizaciones de resistencia clandestina, PLAN ("Polska Ludowa Akcja Niepodległościowa" - "Acción por la Independencia del Pueblo Polaco" o "Acción Popular por la Independencia Polaca"), asociada políticamente con la izquierda socialista independiente polaca.
Viajó a Grodno, entonces ocupada por los soviéticos, y en marzo de 1940 fue arrestado por la NKVD por intentar cruzar la frontera soviético-lituana y condenado sistemáticamente a cinco años de trabajos forzados por cargos de "espionaje", como todos los intelectuales polacos. Estuvo encarcelado en Vitsebsk y en dos campos de trabajos forzados del Gulag, en Yertsevo y Kargopol, en la región de Arkhangelsk, durante dos años, y fue liberado en 1942 en virtud del acuerdo Sikorski-Mayski. Se unió al ejército del general Władysław Anders (II Cuerpo Polaco) y posteriormente luchó en el norte de África e Italia, participando en la batalla de Monte Cassino. Por su valor en combate fue condecorado con la Virtuti Militari, la más alta condecoración militar de Polonia.
En 1947 cofundó e inicialmente coeditó la revista política y cultural Kultura, entonces publicada en Roma. Cuando la revista se trasladó a París, se estableció primero en Londres y finalmente en Nápoles, Italia, donde se casó con Lidia, hija del filósofo Benedetto Croce. También escribió para el periódico italiano Tempo Presente, dirigido por Nicola Chiaromonte e Ignazio Silone, y para varios diarios y otras publicaciones periódicas. Falleció en Nápoles.

## Obras

### Traducidas en español
- Un mundo aparte